# 张福锁
张福锁（1960年10月4日—），陕西凤翔人，中国植物营养学家。

## 生平
1982年毕业于西北农学院土壤农业化学系，1985年毕业于北京农业大学土壤农业化学系，获硕士学位。1989年毕业于德国霍恩海姆大学，获博士学位。2017年当选为中国工程院院士。